# Micrathena raimondi
Micrathena raimondi es una especie de araña araneomorfa del género Micrathena, familia Araneidae. Fue descrita científicamente por Taczanowski en 1879.
Habita en Perú y Ecuador.